# Bandera de Connecticut
La bandera de l'estat de Connecticut, es compon d'un escut barroc blanc amb tres vinyes (cadascuna amb tres raïms morats) sobre un camp blau fosc, anomenat blau reial. El lema de sota de l'escut diu: "Qui Transtulit Sustinet", ("El que encara sosté trasplantats") i és el lema oficial de l'estat. Les dimensions oficials de la bandera són 5,5 peus (1,7 m) de llarg i 4,33 peus (1,32 m) d'ample.

## Història
L'Assemblea General de Connecticut va aprovar el 1897 l'ús de la bandera després de la seva introducció pel Governador Owen Coffin Vicent el 1895.
El disseny ve del segell de la colònia de Saybrook, quan es va establir el 1639. El segell que representava 15 vinyes i una mà a la part superior esquerra amb un Lema: "Sustinet que transtulit". Quan Saybrook va ser comprat el 1644, el segell fou transferit a la colònia de Connecticut. El 25 d'octubre de 1711, el governador i la legislatura va canviar la junta. Van reduir el nombre de les vinyes de 15 a tres, per tal de representar els tres assentaments més antics (Windsor, Wethersfield, i Hartford) (o, possiblement, els tres assentaments separats, la colònia de Connecticut, Saybrook, i colònia de New Haven.
El 2001, l'Associació Vexil·lològica Nord-americana va enquestar els seus membres sobre els dissenys de 72 banderes dels EUA i el Canadà. L'enquesta va posicionar la bandera de Connecticut en el lloc 50è d'entre els 72 dissenys.